# Use Your Illusion II
《Use Your Illusion II》는 미국의 하드 록 밴드 건즈 앤 로지스의 네 번째 스튜디오 음반이다. 이 음반은 다른 음반인 《Use Your Illusion I》와 같은 날인 1991년 9월 17일에 발매되었다. 두 음반 모두 Use Your Illusion Tour와 함께 발매되었다. 리드 싱글 〈You Could Be Mine〉에 힘입어 《Use Your Illusion II》는 두 음반 중 약간 더 인기를 끌었으며, 첫 주에 77만 장이 팔렸고, 《Use Your Illusion I》의 첫 주 판매량인 68만 5천장을 앞질러 미국 차트에서 1위를 차지했다. 닐슨 사운드스캔에 따르면, 2010년 기준으로, 《Use Your Illusion II》는 미국에서 5,587,000장이 팔렸다고 한다. 이후 두 음반 모두 미국 음반 산업 협회로부터 7배 플래티넘 인증을 받았다. 이 음반은 또한 일주일 동안 영국 음반 차트 1위에 올랐다.
리듬 기타리스트 이지 스트래들린이 참여하는 마지막 건즈 앤 로지스의 음반이다. 또한 어떤 자격으로든 드러머 스티븐 애들러가 참여할 수 있는 마지막 트랙인 〈Civil War〉를 포함한다. 이 음반은 《Use Your Illusion I》와 함께, 2008년 발매된 《Chinese Democracy》까지 건즈 앤 로지스가 발표한 마지막 신곡 중심의 스튜디오 음반이었다.

## 배경
《Use Your Illusion》 음반들은 건즈 앤 로지스에게 스타일 면에서 전환점을 이룬 작품이었다(《Use Your Illusion I》 참고). 또한 《Use Your Illusion II》는 이전 작품들보다 정치적인 색채가 강한데, 〈Civil War〉, 밥 딜런의 곡을 커버한 〈Knockin' on Heaven's Door〉, 그리고 〈Get in the Ring〉 같은 곡들이 각각 폭력, 법 집행, 매체 편향을 주제로 다루고 있다. 주제 면에서도 이전 건즈 앤 로지스 음반들에 비해 약물 사용에 대한 언급이 적다. 《Use Your Illusion I》에는 《Appetite for Destruction》 이전에 만들어진 곡들이 다수 수록된 반면, 《Use Your Illusion II》에는 《Appetite for Destruction》 제작 중 또는 이후에 쓰여진 곡들이 더 많이 포함되어 있다.
건즈 앤 로지스가 커버한 〈Knockin' on Heaven's Door〉는 《폭풍의 질주》 사운드트랙에 약 1년 앞서 수록되어 발표된 바 있으며, 〈Civil War〉는 1990년 팜 에이드 콘서트에서 처음 공개되었다. 이 콘서트에서는 건즈 앤 로지스가 영국의 펑크 밴드 U.K. 섭스의 곡 〈Down on the Farm〉을 커버하기도 했는데, 이 곡의 스튜디오 버전은 이후 1993년에 발매된 커버곡 음반 《"The Spaghetti Incident?"》에 수록되었다. 〈Civil War〉는 〈You Could Be Mine〉의 B-사이드 곡으로 발매되었으며, 루마니아 고아들을 돕기 위한 기금 모금 컴필레이션 음반 《Nobody's Child: Romanian Angel Appeal》에도 수록되었다.
〈You Could Be Mine〉은 1991년 6월에 발매되었으며, 영화 《터미네이터 2》에 삽입되었다. 그러나 이 곡은 영화 공식 사운드트랙 음반에는 수록되지 않았다. 건즈 앤 로지스는 아놀드 슈워제네거가 터미네이터 캐릭터로 등장하는 뮤직 비디오도 촬영했으며, 영상 속 느슨한 줄거리에서는 액슬 로즈가 "타깃"으로 설정된다. 하지만 T-800의 잠금 시스템이 그를 "탄약 낭비"로 판단하면서 살해가 보류된다. 이 곡의 원래 주제는 이지 스트래들린이 전 여자친구 안젤라 니콜레티와의 실패한 관계에 대해 다룬 것이다.
《Use Your Illusion》 음반들은 하나의 응집력 있는 작품으로 간주될 수 있으며, 《Use Your Illusion II》의 여러 요소는 이러한 의도를 강조한다. 예를 들어, 두 음반 모두 〈Don't Cry〉의 서로 다른 버전을 포함하고 있으며, 각각 한 곡의 커버곡을 수록하고 있다. 《Use Your Illusion I》에는 폴 매카트니의 〈Live and Let Die〉, 《Use Your Illusion II》에는 밥 딜런의 〈Knockin' on Heaven's Door〉가 수록되어 있다. 또한 두 음반 모두 밴드의 다른 구성원이 리드 보컬을 맡은 곡이 최소 한 곡씩 포함되어 있다. 특히 〈So Fine〉에서는 베이시스트 더프 맥케이건이 리드 보컬을 맡았으며, 이 곡은 약물 과다복용으로 사망한 펑크 록 뮤지션 조니 선더스를 추모하며 헌정된 곡이다.
〈Get in the Ring〉은 건즈 앤 로지스가 그들의 음악 인생 동안 겪어온 비평가들과 적들에게 분노를 표출하는 곡이다. 이 곡에서는 여러 연예 매체 편집자들의 이름이 직접 언급되기도 한다. 마지막 트랙인 〈My World〉는 인더스트리얼 사운드를 기반으로 한 곡으로, 단 세 시간 만에 작곡 및 녹음되었으며, 액슬 로즈는 녹음 당시 스튜디오에 있던 이들이 모두 환각버섯을 복용하고 있었다고 주장했다.
건즈 앤 로지스는 《Use Your Illusion I》과 《Use Your Illusion II》 음반의 믹싱 단계에서 특히 최종 사운드를 완성하는 데 어려움을 겪었다. 《롤링 스톤》이 1991년 커버 기사에서 보도한 바에 따르면, 밴드는 프로듀서이자 엔지니어인 밥 클리어마운틴과 함께 21곡을 믹싱한 후, 클리어마운틴이 실제 드럼을 샘플로 대체하려 하자 그를 해고했다. 슬래시의 자서전에 따르면 "어느 날 오후, 우리는 클리어마운틴이 맷의 드럼 트랙 위에 믹싱하려고 했던 드럼 샘플을 메모한 노트를 발견했다"고 한다. 이후 밴드는 기존 믹스를 모두 폐기하고, 섹스 피스톨즈와 작업한 것으로 유명한 엔지니어 빌 프라이스와 함께 믹싱을 처음부터 다시 시작했다.
슬래시는 《Use Your Illusion》 음반의 대부분의 곡들이 수개월간의 비생산적인 시기를 거친 후, 자신이 살던 월넛 하우스에서 이틀 밤 동안 어쿠스틱 기타로 쓰였다고 밝혔다. 그에 따르면 〈Breakdown〉은 음반에서 녹음하기 가장 까다로운 곡 중 하나였으며, 밴조, 드럼, 피아노 파트를 동기화하는 데 어려움이 많았고, 드러머 맷 소럼은 드럼을 완벽히 맞추려다 몇 차례 멘탈이 무너졌다고 한다. 〈Locomotive〉는 《Appetite for Destruction》 투어 이후 슬래시와 스트래들린이 할리우드힐스에서 함께 빌린 집에서 쓰여졌다. 이 곡은 밴드가 펑크 메탈 스타일에 도전한 흔적이 나타나며, 두 음반을 통틀어 가사에 "use your illusion"이라는 문구가 유일하게 등장하는 곡이기도 하다.

## 커버 아트

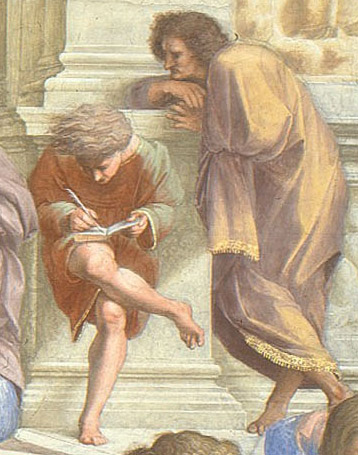
라파엘로, 《아테네 학당》 (상세)

두 음반의 커버 아트는 에스토니아계 미국인 아티스트 마크 코스타비의 작품이다. 커버는 라파엘로의 회화 《아테네 학당》의 일부를 발췌해 사용했다. 강조된 인물은 회화에 등장하는 많은 철학자들과 달리, 특정 인물과 일치한다고 알려진 바 없다. 두 음반 사이의 커버 아트 차이는 색상 구성뿐이다. 《Use Your Illusion I》은 노란색과 빨간색을 사용했다. 이 원본 그림은 폴 코스타비에 의해 《Use Your Illusion》이라는 제목으로 명명되었고, 이는 두 음반의 제목이 되었다. 《Use Your Illusion》 두 음반의 라이너 노트에는 감사 인사 중 "Fuck You, St. Louis!"라는 문구가 포함되어 있는데, 이는 1991년 7월, Use Your Illusion Tour 도중 할리우드 카지노 앰피시어터 근처에서 발생한 리버포트 폭동 사건을 언급한 것이다.

## 평가
| 전문가 평가                   | 전문가 평가 |
| 평가 점수                     | 평가 점수   |
| 출처                          | 점수        |
| ----------------------------- | ----------- |
| AllMusic                      | [ 11 ]      |
| Chicago Tribune               | [ 15 ]      |
| Entertainment Weekly          | A           |
| Los Angeles Times             | [ 17 ]      |
| NME                           | 4/10        |
| Pitchfork                     | 8.8/10      |
| Q                             | [ 20 ]      |
| Rolling Stone                 | [ 21 ]      |
| The Rolling Stone Album Guide | [ 22 ]      |
| USA Today                     | [ 23 ]      |

《Use Your Illusion II》는 대체로 긍정적인 평가를 받았으나, 일부 평론가들은 《Use Your Illusion I》보다 낮은 점수를 매기기도 했다. 《롤링 스톤》의 평론가 크리스천 라이트는 이 음반의 곡들이 "발라드에서 전투로, 아름다움에서 외설로, 세속적 감각에서 놀라울 만큼 순진함으로" 다양하다고 평했으며, 액슬 로즈가 "피해의식, 위협, 투쟁을 하나의 유려하고 승리감 넘치는 흐름으로 엮어낸다"고 평했다. 《시카고 트리뷴》의 그렉 코트는 《Use Your Illusion》 두 음반이 "야심, 연주력, 프로덕션, 작사, 작곡 면에서 눈부신 도약을 보여준다"고 평하며, "지난 10년간의 최고의 하드 록 음반들과 어깨를 나란히 한다"고 평가했다. 또한 《Use Your Illusion II》가 《Use Your Illusion I》보다 더 많은 "강력한 한 방들"을 담고 있다고 언급했다. 《USA 투데이》의 에드나 건더슨은 《Use Your Illusion I》를 더 나은 음반으로 평가하면서도, 《Use Your Illusion II》 역시 "반항적이고, 야심차며, 강렬하다"고 평했다. 《NME》의 메리 앤 홉스는 두 음반 모두를 "끔찍할 정도로 억지스러운 느낌"과 "어리석은 가사" 때문에 혹평했다. 그녀는 그 예로 〈Pretty Tied Up〉의 "불필요한 성차별적 표현"과 〈Civil War〉의 "느슨한 정치적 수사"를 들었다. 《빌리지 보이스》의 로버트 크리스트가우는 〈Civil War〉를 "추천곡"으로 지목하며 긍정적으로 평가했지만, 《Use Your Illusion II》 전체에는 감명을 받지 못했다고 평했다.
올뮤직의 회고 리뷰에서 스티븐 토마스 얼와인은 《Use Your Illusion II》를 "《Use Your Illusion I》보다 더 진지하고 야심차지만, 훨씬 더 허세스럽다"고 평가하며, 일부 곡들의 "신경질적인 에너지"는 인정하면서도 "과장된 프로덕션과 조악한 흐름" 탓에 듣기에 지루하다고 평했다. 2004년 《롤링 스톤 앨범 가이드》에서 앤 파워스는 《Use Your Illusion II》가 《Use Your Illusion I》보다 "더 우주적인" 느낌이라고 평하며, 〈Yesterdays〉와 〈You Could Be Mine〉이 건즈 앤 로지스가 "여전히 집중력을 발휘해 인상적인 결과를 낼 수 있음을 보여준다"고 평가했다. 《Use Your Illusion》 두 음반은 2010년 《롤링 스톤》의 1990년대 역사상 가장 위대한 음반 100위에서 공동으로 41위에 올랐다.
이는 하나의 밴드 또는 아티스트가 두 음반으로 동시에 미국 차트 1위와 2위에 진입한 최초의 사례였으며, 건즈 앤 로지스는 1974년 짐 크로치 이후 처음으로 차트에서 가장 많이 팔린 1위와 2위 음반을 동시에 기록한 아티스트가 되었다. 두 음반은 오스트레일리아, 일본, 뉴질랜드, 영국 차트에서도 나란히 1위와 2위로 데뷔했다.

## 곡 목록
| #   | 제목                                                      | 작사·작곡                                     | 재생 시간 |
| --- | --------------------------------------------------------- | --------------------------------------------- | --------- |
| 1.  | 〈Civil War〉                                             | 액슬 로즈, 슬래시, 더프 맥케이건              | 7:42      |
| 2.  | 〈14 Years〉                                              | 로즈, 이지 스트래들린                         | 4:21      |
| 3.  | 〈Yesterdays〉                                            | 로즈, 웨스트 아킨, 델 제임스, 빌리 맥클라우드 | 3:14      |
| 4.  | 〈Knockin' on Heaven's Door〉 (밥 딜런 커버)              | 밥 딜런                                       | 5:36      |
| 5.  | 〈Get in the Ring〉                                       | 로즈, 슬래시, 맥케이건                        | 5:42      |
| 6.  | 〈Shotgun Blues〉                                         | 로즈                                          | 3:23      |
| 7.  | 〈Breakdown〉                                             | 로즈                                          | 7:04      |
| 8.  | 〈Pretty Tied Up (The Perils of Rock n' Roll Decadence)〉 | 스트래들린                                    | 4:48      |
| 9.  | 〈Locomotive (Complicity)〉                               | 로즈, 슬래시                                  | 8:42      |
| 10. | 〈So Fine〉                                               | 맥케이건                                      | 4:08      |
| 11. | 〈Estranged〉                                             | 로즈                                          | 9:23      |
| 12. | 〈You Could Be Mine〉                                     | 로즈, 스트래들린                              | 5:43      |
| 13. | 〈Don't Cry〉                                             | 로즈, 스트래들린                              | 4:45      |
| 14. | 〈My World〉                                              | 로즈                                          | 1:24      |

## 인증
| 국가                                                                                         | 인증        | 판매량/출하량 |
| -------------------------------------------------------------------------------------------- | ----------- | ------------- |
| 아르헨티나 (CAPIF)                                                                           | 6× 플래티넘 | 360,000^      |
| 오스트레일리아 (ARIA)                                                                        | 5× 플래티넘 | 350,000^      |
| 오스트리아 (IFPI 오스트리아)                                                                 | 2× 플래티넘 | 100,000*      |
| 브라질 (Pro-Música Brasil)                                                                   | 플래티넘    | 250,000*      |
| 브라질 (Pro-Música Brasil) Deluxe Edition                                                    | 다이아몬드  | 160,000       |
| 캐나다 (뮤직 캐나다)                                                                         | 9× 플래티넘 | 900,000^      |
| 덴마크 (IFPI Danmark)                                                                        | 2× 플래티넘 | 40,000        |
| 핀란드 (Musiikkituottajat)                                                                   | 플래티넘    | 76,688        |
| 프랑스 (SNEP)                                                                                | 플래티넘    | 300,000*      |
| 독일 (BVMI)                                                                                  | 5× 골드     | 1,250,000^    |
| 이탈리아 (FIMI) sales since 2009                                                             | 플래티넘    | 50,000        |
| 일본 (RIAJ)                                                                                  | 2× 플래티넘 | 400,000^      |
| 멕시코 (AMPROFON) video                                                                      | 골드        | 10,000^       |
| 멕시코 (AMPROFON)                                                                            | 플래티넘    | 250,000^      |
| 네덜란드 (NVPI)                                                                              | 플래티넘    | 100,000^      |
| 뉴질랜드 (RMNZ)                                                                              | 플래티넘    | 15,000^       |
| 노르웨이 (IFPI 노르웨이)                                                                     | 2× 플래티넘 | 100,000*      |
| 스페인 (PROMUSICAE)                                                                          | 플래티넘    | 100,000^      |
| 스웨덴 (GLF)                                                                                 | 플래티넘    | 100,000^      |
| 스위스 (IFPI 스위스)                                                                         | 3× 플래티넘 | 150,000^      |
| 영국 (BPI)                                                                                   | 플래티넘    | 402,781       |
| 미국 (RIAA)                                                                                  | 7× 플래티넘 | 7,000,000^    |
| *판매량을 기반으로 한 인증 · ^출하량을 기반으로 한 인증 · 판매량+스트리밍을 기반으로 한 인증 |             |               |

## 같이 보기
- 독일에서 가장 많이 팔린 음반 목록